# Estadio Fernando Torres
Das Estadio Fernando Torres (voller Name: Estadio Municipal Fernando Torres, deutsch Städtisches Stadion Fernando Torres) ist ein Fußballstadion in der spanischen Stadt Fuenlabrada, Autonome Gemeinschaft Madrid. Fuenlabrada liegt rund 20 Kilometer südlich der Hauptstadt Madrid. Die Anlage ist die Heimspielstätte des Fußballvereins CF Fuenlabrada. Es ist nach dem spanischen Fußballspieler Fernando Torres benannt, der aus Fuenlabrada stammt.

## Geschichte
Das Stadion ist Teil der Ciudad Deportiva “Fernando Torres” (deutsch Sportstadt “Fernando Torres”). Der im Februar 2011 eröffnete Komplex bietet des Weiteren drei überdachte und beleuchtete Hallenfußballplätze, eine Tennisanlage, Plätze für Padel, Hallen- und Freibad sowie ein Fitnessstudio.
Mit der Partie zwischen dem CF Fuenlabrada und Atlético Madrid am 1. September 2011 wurde das Stadion eingeweiht. Atlético siegte mit 3:0 und gewann die Trofeo Villa de Fuenlabrada. 2019 stieg der CF Fuenlabrada in die Segunda División auf. Daraufhin wurde das Estadio Fernando Torres an die Anforderungen der zweiten, spanischen Liga angepasst sowie mit Zusatztribünen auf 6000 Plätze ausgebaut. Die vier Ränge umfassen eng das Naturrasenspielfeld. Einzig die Haupttribüne bietet ein Dach.
Im Juli 2022 erteilte die Stadt den Auftrag zum Ausbau des Estadio Municipal. Für 6,5 Mio. Euro soll die Spielstätte auf 6600 Plätze ausgebaut werden. Zugleich ist eine weitere Anpassung an die Vorgaben des Real Federación Española de Fútbol (RFEF) und der LaLiga vorgesehen. So soll u. a. der Pressebereich verbessert und eine neue Flutlichtanlage installiert werden, um jedes Spiel im Fernsehen übertragen zu können. Die Arbeiten sollen 14 Monate andauern, davon sind vier Monate für die Planung veranschlagt.

## Länderspiele
Die spanische Fußballnationalmannschaft der Frauen trug bisher zwei Partien in Fuenlabrada aus.
- 27. Nov. 2013:  Spanien –  Tschechien 3:2 (WM-Qualifikation 2015)
- 10. Juni 2017:  Spanien –  Brasilien 1:2 (Freundschaftsspiel)